# Марцинкявичюс, Йонас
Йонас Марцинкявичюс (лит. Jonas Marcinkevičius; 13 (26) декабря 1900, Радзивилишки, Шавельского уезда Ковенской губернии, Российская империя — 31 июля 1953, Вильнюс, СССР) — литовский и советский писатель, поэт, драматург, журналист.

## Биография
Родился в многодетной семье. Учился в школе при железной дороге. В 1914—1919 годах работал железнодорожником. В 1919 году добровольцем вступил в литовскую армию. По невыясненным причинам дезертировал и бежал в Польшу. После возвращения на родину был арестован и приговорён военным трибуналом к пожизненному заключению. Так как он был на момент ареста несовершеннолетним, пожизненное заключение заменили на 10 лет тюрьмы. С 1921 по 1931 год отбывал тюремное заключение. Работал в тюремной библиотеке, много читал, начал писать рассказы, стихи, романы.
После выхода на свободу жил в Каунасе, занимался журналистикой и литературным творчеством. Сотрудничал с еженедельником „Lapas“ и ежедневной газетой „Lietuvos žinios“.
Участник Великой Отечественной войны. Служил в рядах Красной Армии в 16-й стрелковой дивизии (1942—1945).
После войны сотрудничал с литовскими газетами „Tėvynė šaukia“, „Tiesa“, „Tarybų Lietuva“. С 1945 года жил в Вильнюсе, работал в газетах „Tiesa“ («Правда»), „Valstiečių laikraštis“ («Крестьянская газета»), „Literatūra ir menas“ («Литература и искусство»). Автор статей, очерков и эссе на различные темы жизни республики.
Умер в 1953 году. Похоронен на вильнюсском кладбище Расу.

## Творчество
Печатался с 1925 года. Автор реалистических романов «Беньяминас Кордушас» (1937), «Он должен умереть» (1937), «Неман разлился» (1939) и др. Автор рассказов (сборник «Серебряные колокола», 1938), очерков.
Во время войны опубликовал сборники рассказов и очерков «Отомщу» (1942), «Звезда» (1943), повесть «Настоятель Моркунас» (1943).
В послевоенные годы выступил как драматург (пьесы «Каволюнасы», 1947; «Возвращение», 1947), написал повесть «Аудроне Нормантайте» (1950). В творчестве советского времени отражены борьба литовского народа против фашизма в годы войны, послевоенное колхозное движение в литовской деревне, рост советской литовской интеллигенции.

## Избранные произведения
Проза и поэзия
- Sukaustyti latrai, роман, 1931—1932
- Ties bedugne, 1931, 2 издание 2002 ISBN 9986-500-74-5
- Mes ateinam, роман, в 3 томах 1936
- Jis turi mirti, роман, 1937
- Sidabriniai varpai, 1938
- Kražių skerdynės, роман, в 2 томах, 1938 m., 2 leid. 1990
- Benjaminas Kordušas, роман, 1937 , 3 издание 1960
- Nemunas patvino, роман, 1939 , 2 издание 1949
- Baudžiauninkai, роман, 1940
- Atkeršysiu, 1942
- Žvaigždė, 1943
- Garbė (Laimėsim), поэма, 1944
- Gyvenimas dega, 1946
- Kario pasakojimai, 1952
- Raštai, в 3 томах, 1955
- Baronas Ropas 1965

Драмы
- Kavoliūnai, 1947
- Šilgalių šeima, 1948
- Plačiuoju vieškeliu, 1948
- Mūsų deputatas, 1951
- Skaudi pamoka, 1952

## Память
- В честь 75-летия писателя на доме, где он жил в Вильнюсе с 1952 по 1953 год, установлена мемориальная доска, а в доме его юности в Радвилишкисе открыт мемориальный музей.
- Имя Марцинкявичюса носит улица в Радвилишкисе.
- В 2003 году в Литве учреждена ежегодная литературная премия имени Йонаса Марцинкявичюса.